# Marcinów (Kłodzko)
Marcinów (deutsch Märzdorf) ist ein Dorf in der Landgemeinde Kłodzko im Powiat Kłodzki der Wojewodschaft Niederschlesien in Polen. Es liegt sechs Kilometer südlich von Kłodzko (Glatz).

## Geographie
Marcinów liegt westlich des 425 m hohen Galgenbergs (polnisch Wygon). Nachbarorte sind Jaszkowa Dolna (Niederhannsdorf) im Norden, Jaszkowa Górna (Oberhannsdorf) und Droszków (Droschkau) im Nordosten, Ołdrzychowice Kłodzkie (Ullersdorf) im Südosten, Romanowo (Raumnitz) und Piotrowice (Herrnpetersdorf) im Süden, Mielnik (Melling) und Żelazno (Eisersdorf) im Südwesten sowie Pilcz (Piltsch) und Krosnowice (Rengersdorf) im Nordwesten.

## Geschichte

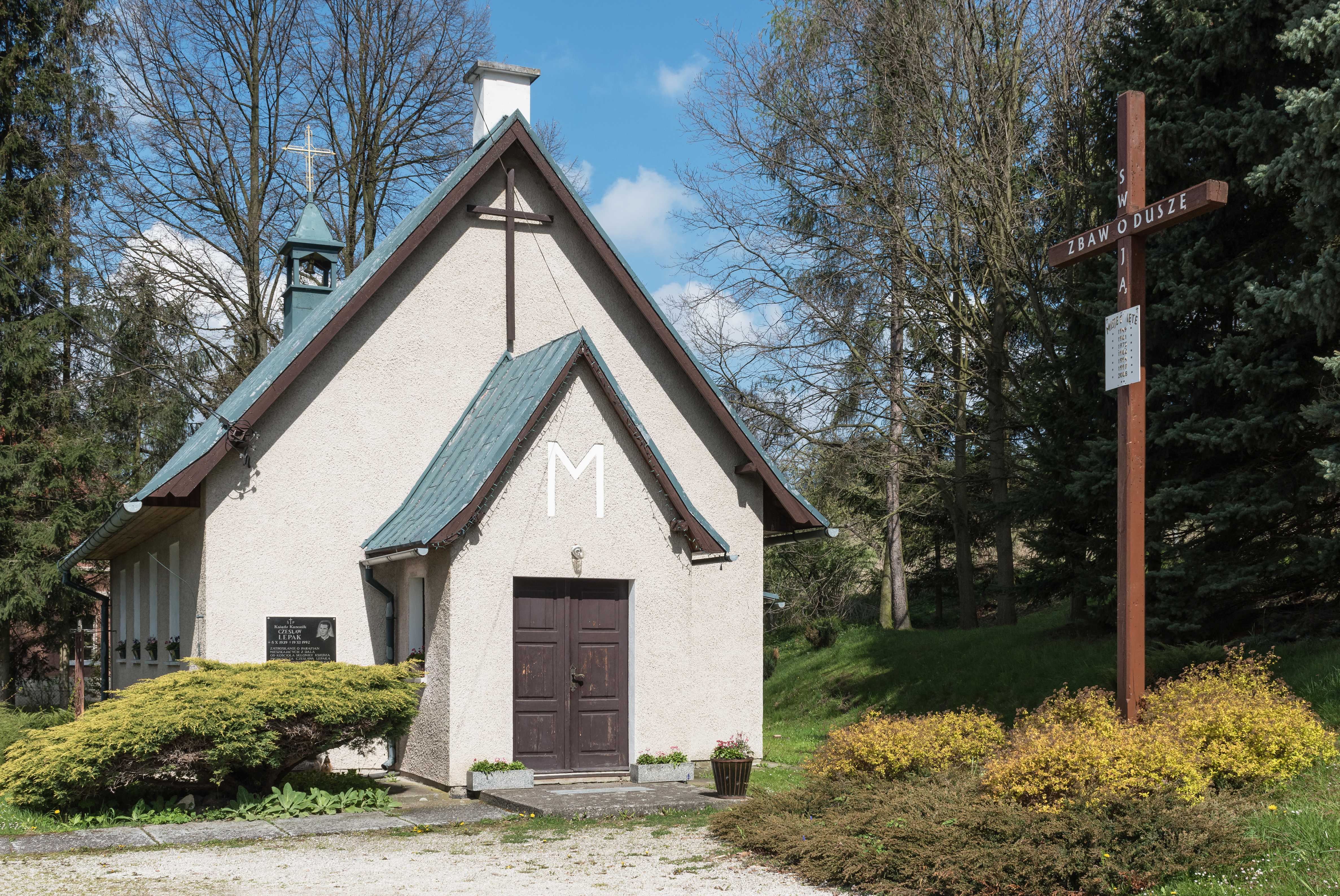
Muttergotteskapelle

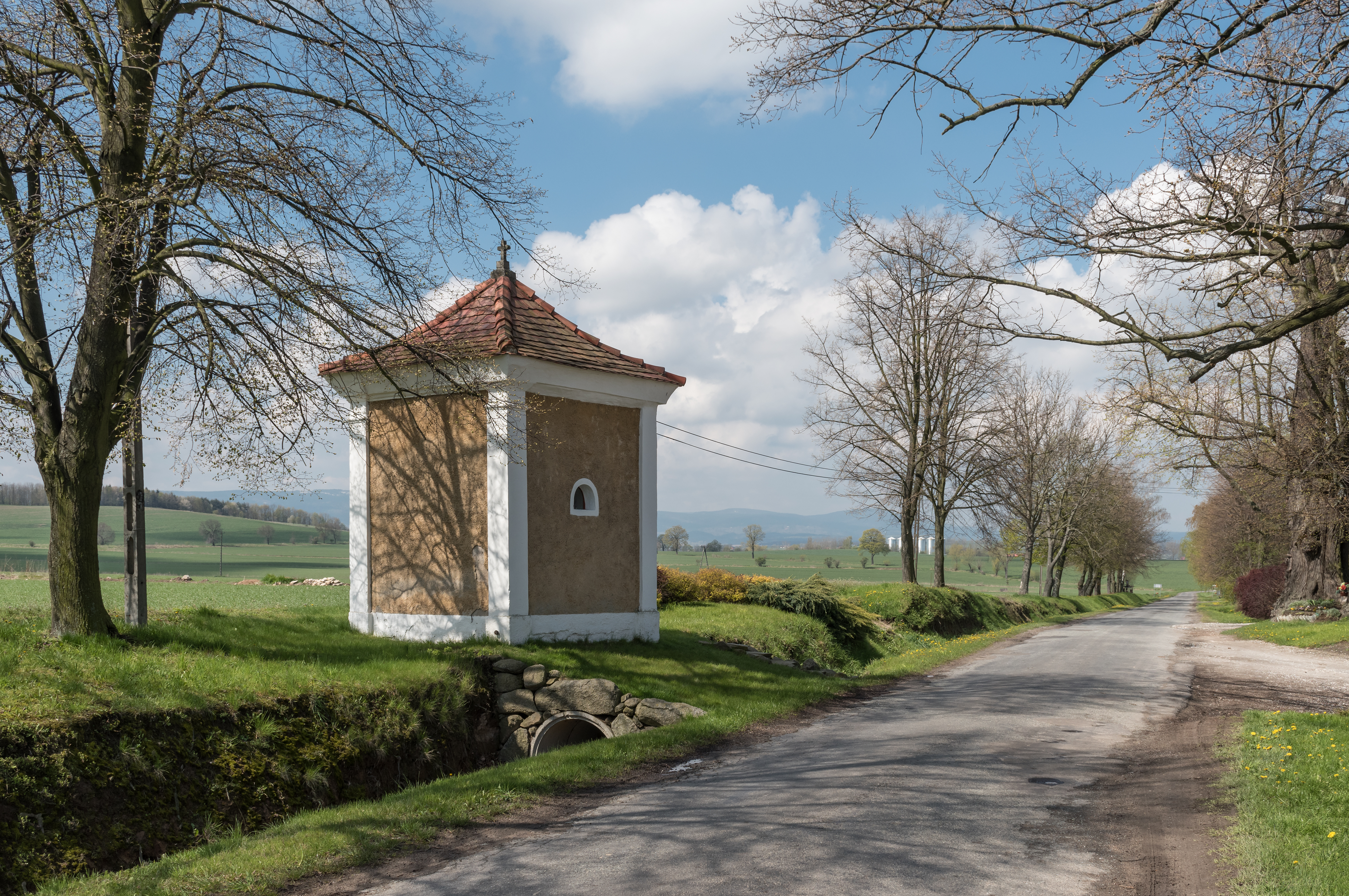
Wegekapelle aus dem 19. Jahrhundert

Märzdorf wurde erstmals 1351 als „Mertinsdorf“ urkundlich erwähnt. Es gehörte zum Glatzer Distrikt im Glatzer Land, mit dem es die Geschichte seiner politischen und kirchlichen Zugehörigkeit von Anfang an teilte. Eingepfarrt war es zur Filialkirche in Eisersdorf. 1499 war es im Besitz des Glatzer Landeshauptmanns Hans von Pannwitz, dem die Brüder Albrecht, Georg und Karl von Münsterberg in ihrer Eigenschaft als Grafen von Glatz das Obergericht über das ganze Dorf erteilten. Nach dem Tode des Georg von Pannwitz wurde Märzdorf 1564 geteilt, wodurch Niedermärzdorf und Obermärzdorf entstanden. Sie waren zunächst ein Lehen und wurden 1644 vom böhmischen Landesherrn Ferdinand III. ins Erbe gesetzt. Die Anteile gehörten bis 1740 zumeist verschiedenen Besitzern. Erst nachdem der Reichsgraf Franz Anton von Götzen 1716 von seiner Tante Maria Elisabeth von Götzen, verwitwete Freiin Sedlnitzky von Choltitz, Niedermärzdorf geerbt und dessen Sohn Johann Joseph (Leonhard) von Götzen 1740 Obermärzdorf erworben hatte, wurden Nieder- und Obermärzdorf wieder vereint.
Nach den Ersten Schlesischen Krieg 1742 kam Märzdorf zusammen mit der Grafschaft Glatz mit dem Hubertusburger Frieden 1763 an Preußen. Nach dem Tod des Johann Joseph Leonhard von Götzen, der keine leiblichen Erben hinterließ, fielen dessen Besitzungen zunächst an seine drei Schwestern und 1780 an den Neffen Anton Alexander von Magnis auf Eckersdorf.
Für die Zeit um 1799 sind nachgewiesen: 37 Feuerstellen, davon zwei herrschaftliche Gutshöfe, eine Mehlmühle, zwei Dienstbauern, 25 Robotgärtner und zwei Freihäusler. Die Einwohnerzahl betrug 227.
Nach der Neugliederung Preußens gehörte Märzdorf ab 1815 zur Provinz Schlesien und wurde 1816 dem Landkreis Glatz eingegliedert, mit dem es bis 1945 verbunden blieb. 1874 wurde die Landgemeinde Märzdorf dem Amtsbezirk Eisersdorf eingegliedert.
Als Folge des Zweiten Weltkriegs fiel Märzdorf 1945 wie fast ganz Schlesien an Polen und wurde in Marcinów umbenannt. Die deutsche Bevölkerung wurde – soweit sie nicht vorher geflohen war – 1946 vertrieben. Die neu angesiedelten Bewohner waren teilweise Zwangsumgesiedelte aus Ostpolen, das an die Sowjetunion gefallen war. 1975–1998 gehörte Marcinów zur Woiwodschaft Wałbrzych (Waldenburg).

### Anteil Niedermärzdorf
Er bestand zunächst aus den Vorwerken Niederhof und Oberhof, die ein Lehen des böhmischen Königs waren. Niedermärzdorf blieb bis 1594 im Besitz der Familie von Pannwitz. In diesem Jahre verkaufte Christoph von Pannwitz auf Rengersdorf das Gut Niedermärzdorf der Witwe Anna von Haugwitz, geborene Bydin von Kugelwitz, von der es 1609 auf ihren Sohn Hans von Haugwitz auf Tunschendorf überging. Wegen dessen Teilnahme am böhmischen Ständeaufstand von 1618 wurden 1625 zwei Drittel seines Guts vom König Ferdinand II. konfisziert. Nach dem Tod des Hans von Haugwitz 1639 erbte seine Schwester Anna von Haugwitz, verwitwete Wiese, das Gut Niedermärzdorf, der bereits Krainsdorf gehörte. Deren Erbin wurde 1659 die Tochter Anna Elisabeth von Wiese. Sie heiratete 1660 den Glatzer königlichen Rentmeister Johann Christoph Drescher von Kadan. Nach dem Tod beider Elternteile erbte deren noch nicht volljährige Tochter Anna Dorothea das Gut. Sie verheiratete sich später mit dem Glatzer Steuereinnehmer Anton Franz von Sauern, der in Niedermärzdorf einige Häuser erbaute. Nach seinem Tod 1697 erbte das Gut der minderjährige Sohn Thaddäus Balthasar von Sauern. Die verwitwete Mutter Anna Dorothea verkaufte als dessen Vormund das Gut mit allen Rechten der Reichsgräfin Maria Elisabeth von Götzen, verwitwete Sedlnitzky von Choltitz. Diese starb 1716 und vermachte das Gut Niedermärzdorf ihrem Neffen Franz Anton von Götzen, Erbherr auf Scharfeneck, Eckersdorf, Gabersdorf und Oberhannsdorf. Er vereinte Niedermärzdorf mit seiner Herrschaft Oberhannsdorf. Nach seinem Tod 1738 fielen die Besitzungen an seinen minderjähriger Sohn Johann Joseph von Götzen. Zum Vormund wurden seine Mutter Marianna, geborene von Stillfried und der Kaiserliche Rat Johann Heinrich von Schenkendorf bestellt. Sie erwarben für ihr Mündel 1740 den Anteil Obermärzdorf, wodurch beide Anteile in einer Hand vereint wurden.

### Anteil Obermärzdorf
Dieses Gut kam  nach der Teilung 1564 an Adam vom Pannwitz, von dem es 1596 auf Bernhard von Pannwitz überging. Dieser verkaufte es 1601 dem Christoph von Wiese, von dem es 1643 dessen zweite Frau Anna Maria von Ratschin erbte. Vier Jahre später verkaufte sie es dem Arnsdorfer Wirtschaftshauptmann Isidor Zeisberg von Zeisengrund, von dem es 1653 an dessen Sohn Isidor Maximilian überging. Nach dessen Tod 1665 erbte das Gut seine Witwe Anna Margaretha, geborene Hofer von Hoferburg. Ein Jahr später heiratete sie den kaiserlichen Wachtmeister Ladislaus Chlumčanský von Přestavlk. Nach weiteren Besitzerwechseln erwarben das Gut die Vormünder des Johann Joseph von Götzen, dem bereits der Anteil Niedermärzdorf gehörte.

### Freirichtergut
Erster bekannter Besitzer des Freirichterguts war 1417 ein Nitzko. Nach zahlreichen Besitzerwechseln erwarb es 1640 die Zunft der Glatzer Fleischer, die es 1654 den Glatzer Jesuiten verkaufte. Von diesen erwarb es 1668 Hans Christen, dem zahlreiche weitere Besitzer folgten.

## Sehenswürdigkeiten
- Um 1800 errichtete Wegkapelle mit einem klassizistischen Portalschmuck.